# 薩默塞特 (新澤西州)
薩默塞特（英語：Somerset）是位於美國新澤西州薩默塞特縣的普查規定居民點。

## 人口
根據2020年美國人口普查的數據，薩默塞特的面積為16.74平方千米，當中陸地面積為16.39平方千米，而水域面積為0.35平方千米。當地共有人口22968人，而人口密度為每平方千米1,372.04人。